# Elisabeth Braw
Helena Elisabeth Braw, född 2 december 1973 i Tingsås församling i Kronobergs län, är en svensk säkerhetsexpert och f.d. journalist verksam i Storbritannien. Hon leder Modern Deterrence-projektet på försvars- och säkerhetstankesmedjan RUSI i London. 
Elisabeth Braw är dotter till prästen och författaren Christian Braw och musikdirektör Karin Braw, ogift Imberg, syster till Daniel Braw samt sondotter till Lars Braw och brorsdotter till Monica Braw.
Hon studerade i Tyskland och hennes avhandling handlade om reducering av kärnvapen i Europa. Hon arbetade i slutet på 1990-talet i Washington, D.C., därefter en tid i Italien, sedan åter i Washington, och därefter i San Francisco. Hon har varit visiting fellow vid University of Oxford. Som journalist har hon intresserat sig för säkerhetspolitiska frågor; hon medverkar fortfarande med debattartiklar i en lång rad tidningar och tidskrifter. Bland dessa kan nämnas Wall Street Journal, Financial Times, Foreign Affairs, Foreign Policy, The Times, The Economist, och Svenska Dagbladet.
Bland hennes reportage finns många med intervjuer av toppolitiker liksom artiklar med historisk inriktning.
2019 utgav Braw boken God's Spies : The Stasi's Cold War espionage campaign inside the Church (ISBN 9780802875259).